# Zmartwychwstanie (obraz El Greca)
Zmartwychwstanie Chrystusa – obraz hiszpańskiego malarza pochodzenia greckiego Dominikosa Theotokopulosa, znanego jako El Greco. Jest to jedno z późnych i dojrzałych dzieł artysty, który wypracował już swój pełen dramaturgii styl. Jego praca odznacza się ekspresją, deformacjami postaci i przestrzeni oraz nietypową, rozedrganą kolorystyką.

## Historia obrazu
Dzieło, wraz z siedmioma innymi obrazami, powstało na mocy testamentu patronki kolegium Marii de Cordoba y Aragon, zmarłej w 1593 roku. Patronka była damą do towarzystwa królowej Anny, ostatniej żony króla Hiszpanii Filipa II. Wykonawcy jej testamentu zlecili El Greco wykonanie obrazów ołtarzowych znanych później jako Retabulum doñi Marii de Aragón. Maria, jako fundatorka seminarium duchownego w Madrycie, zadbała o wyposażenie seminaryjnego kościoła. W czasie wojen napoleońskich budynek uległ zniszczeniu, a Zmartwychwstanie eksponowane jest obecnie w madryckim muzeum Prado.

## Opis obrazu
Obraz ma kształt ustawionego pionowo, wydłużonego prostokąta. W górnej części płótna przedstawiona jest blada i rozświetlona postać Chrystusa unoszącego się ku Niebu. Zbawiciel trzyma w lewej ręce biały sztandar, symbol zwycięstwa, zza jego pleców powiewa czerwona materia, która symbolizuje męczeństwo. Postać Chrystusa otacza owalna mandorla, tło pozbawione jest szczegółów, a obraz świadomie pozbawiony perspektywy robi wrażenie zatłoczonego. Uwagę widza przykuwają stopy Chrystusa, które znajdują się w geometrycznym środku kompozycji, ułożone są one tak, jakby nadal były przybite do Krzyża.
Poniżej postaci Chrystusa kłębi się grupa przerażonych żołnierzy pilnujących grobu. Ich pełne ekspresji, powyginane ciała i rozrzucone elementy uzbrojenia kontrastują ze spokojem postaci Zbawiciela. Całość kompozycji uzupełnia nienaturalne oświetlenie, nie posiadające jednoznacznego źródła, a refleksy światła zdają się żarzyć na ciałach i przedmiotach.
Kompozycja obrazu nawiązuje do innych płócien stanowiących pierwotne wyposażenie kościoła, do którego był przeznaczony (obok wisiało Ukrzyżowanie). Pod względem formalnym dzieło można zaliczyć do manieryzmu rzymskiego, świadczą o tym takie cechy jak brak tła, pierwszoplanowość postaci i zwarte, zagęszczone ich rozmieszczenie. Krytycy dopatrują się też wpływu malarstwa bizantyjskiego, np. charakterystyczny, romboidalny nimb wokół głowy Chrystusa.
Zmartwychwstanie El Greca oddaje żarliwość hiszpańskiej religijności przełomu XVI i XVII wieku, autor przedstawił swój stosunek do dwóch tajemnic wiary, zmartwychwstania i wniebowstąpienia. Obraz uchodzi za jedno z najwybitniejszych przedstawień tematu Zmartwychwstania epoki renesansu i wymieniany jest na równi z freskiem Piera della Francesca.